# 海因里希·爱德华·冯·拉德

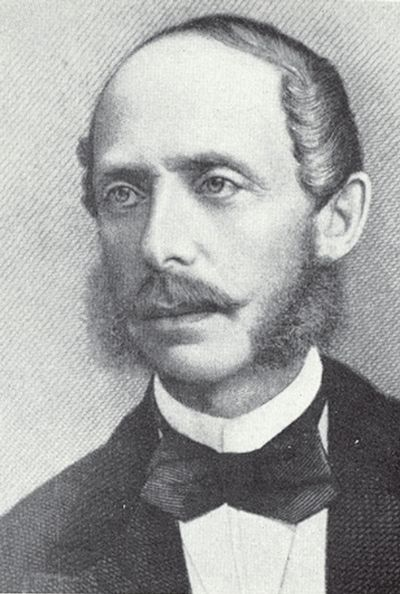
海因里希·爱德华·冯·拉德

海因里希·爱德华·冯·拉德（德語：Heinrich Eduard von Lade，1817年2月24日—1904年8月7日）是一位德国银行家和业余天文学家。
1817年2月24日，他出生于莱茵河河畔的盖森海姆，是一位富裕的葡萄酒商的儿子。曾在汉堡和巴黎从事过金融和进出口业务，因武器贸易而赚取了大量钱财，44岁时退休。
海因里希·爱德华·冯·拉德是一位兴趣广泛的人，专业之外，他还对园艺和葡萄栽培很感兴趣，天文研究也有小有名声，曾担任过意大利和北德意志邦联外交官。 
1861年他在盖森海姆建立了私人的蒙利普斯庄园，在那里，他悉心于水果栽植和酿造葡萄酒，并建起了一所艺术学校。同时，为研究感兴趣的月面或绘制月球图，还在庄园中设立了一座觀測臺，而這座在二战结束时遭炸弹袭击而严重损毁，战后被拆除。
拉德请人为他制作了一架一面是自然起伏的地形，另一面带有混杂地貌和陨坑名的月球仪，该月球仪现在是一件非常罕见的收藏品。
1901年在他85岁时被封为男爵（Freiherr）
，1904年8月7日在盖森海姆去世。现在那里仍以葡萄酒和盖森海姆葡萄育种研究所 而闻名。

## 纪念
月球上的拉德环形山以及小行星340 爱德华就是以他的名字命名的。